# 双桥集镇
双桥集镇，是中华人民共和国安徽省蚌埠市怀远县下辖的一个乡镇级行政单位。

## 行政区划
双桥集镇下辖以下地区：
双桥村、双李村、大祝村、祝桥村、路心村、徐圩村、湾东村、赵集村、柳行村、团结村、杨集村、赵圩村、刘碾村、张巷村、小街村、姚庄村、前进村和古阳村。